# Buchanan Motor

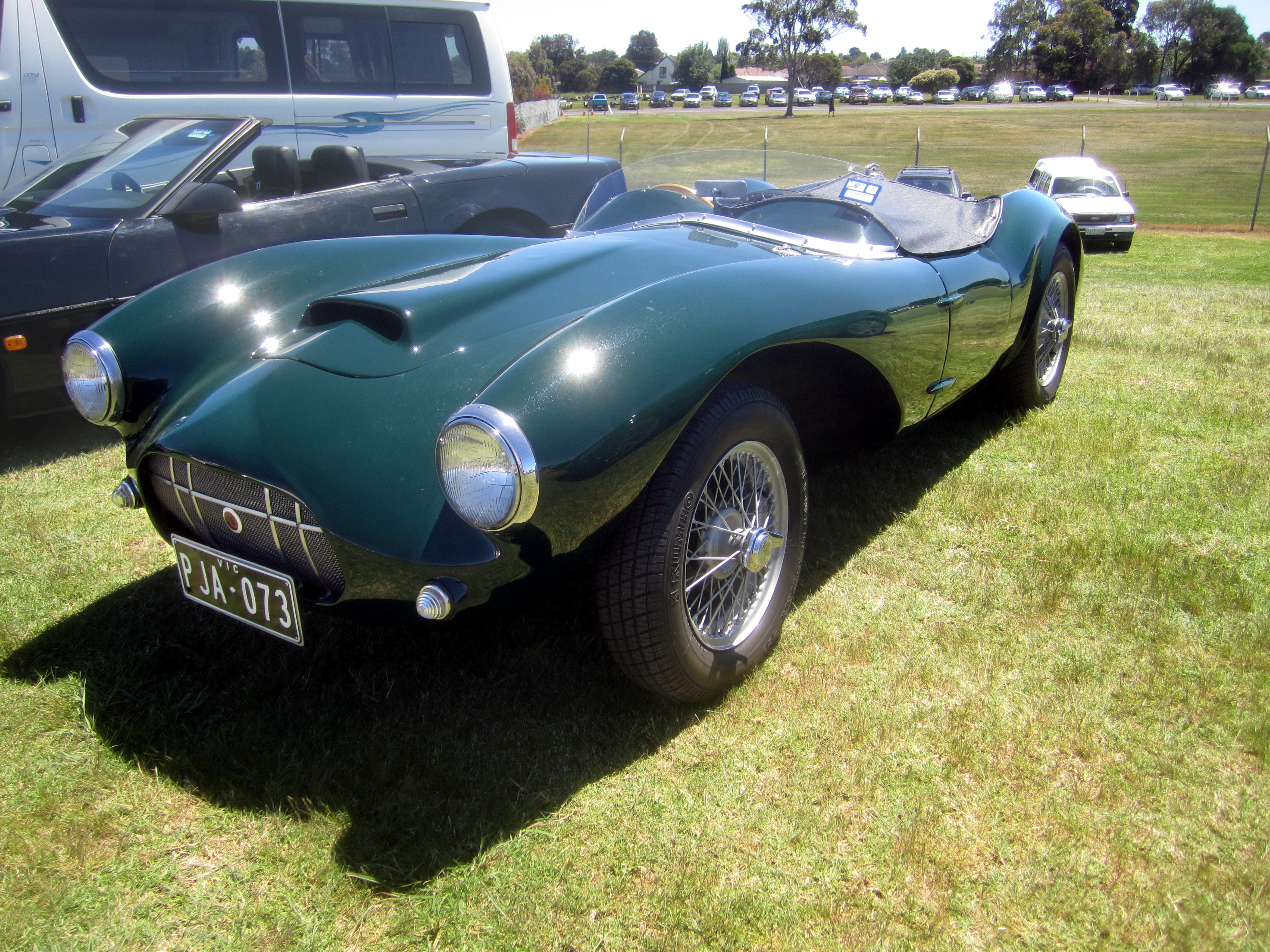
Buchanan von 1958

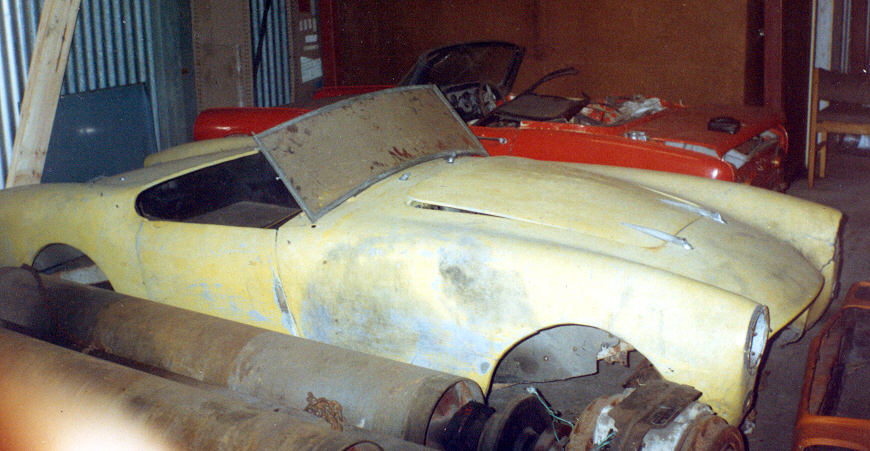
Buchanan Cobra Nr. 1 (Foto von 1993)

Die N. H. Buchanan Motor Co. Pty. Ltd. war ein australischer Hersteller von Kit-Cars aus Lidcombe in New South Wales. Die Produktion von Sportwagen lief von 1956 bis 1961.

## Modelle
Die erste Karosserie, die Buchanan herstellte, basierte auf dem Rennwagen Aston Martin DB3S. Buchanan lieh sich einen DB3S aus dem Vereinigten Königreich und nahm Formen ab, als der Wagen in Australien war. Das Design wurde leicht verändert, indem man die Ansauggitter in der Motorhaube wegließ und einen anderen Kühlergrill, nun in ovaler Form, einsetzte. Weil Buchanan auf Kunden abzielte, die ihren frühen MG mit einer neuen Karosserie versehen wollten, wurden die Karosserien zwischen den Türausschnitten und den vorderen Kotflügeln und einige Zentimeter verlängert.
Es wurden auch Rennwagen in Kit-Car-Form angeboten. Sie bestanden aus den oben beschriebenen Karosserien und einem geschweißten X-Rahmen-Rennchassis aus Rechteckrohr. Die Mechanik kam von FJ Holden, wobei Vorder- und Hinterachse an die geringere Fahrzeugbreite angepasst wurden.
1958 wurde die Buchanan Cobra eingeführt. Diese Fahrzeuge basierten auf dem Standard Ten. Es entstanden allerdings nur sieben Stück.

## Verbleib der Fahrzeuge
Die Cobra Nr. 1 (s. Foto) wurde im November 2006 in einer Halle in Warners Bay (New South Wales) abgestellt und soll restauriert werden.
Die Cobra Nr. 3 befindet sich in fahrfähigem Zustand und wird in Victoria (Australien) seit Mai 2007 regelmäßig in Rennen eingesetzt.
Der Buchanan auf Basis eines MG Y mit Holden-Motor, der Wally Mitchell gehörte, wurde bis April 2009 von seinen jetzigen Besitzern Matthew Liersch und Clark Watson von Grund auf restauriert.